# Co to konia obchodzi?
Co to konia obchodzi? – polski film obyczajowy (groteskowy) z 1987 roku.

## Obsada[1]
- Marek Bargiełowski jako szef konwoju
- Bogusz Bilewski jako Alojzy „Kochaś”
- Andrzej Grabarczyk jako „Ślązak”
- Wojciech Machnicki jako Karol
- Kazimierz Kaczor jako „zbieracz złomu”
- Paweł Nowisz jako kierowca ciężarówki
- Wiesław Bednarz jako „Student”
- Zdzisław Wardejn jako pan Kazio, właściciel kina objazdowego
- Mariusz Gorczyński jako pijaczek

## Opis
Film w groteskowy sposób przedstawia polską rzeczywistość końcowego okresu PRL-u, pełną absurdów, nieładu i braku odpowiedzialności. Grupa 7 robotników przewozi z Przemyśla do Szczecina transformator. Całe przedsięwzięcie jest źle przygotowane. Ciężarówka z ładunkiem nie mieści się przejeżdżając pod jednym z wiaduktów. Robotnicy postanawiają przekopać nawierzchnię drogi, dzięki czemu samochód pokonuje przeszkodę. Po drugiej stronie wiaduktu ze zdumieniem napotykają ciężarówkę, która przewozi identyczny transformator ze Szczecina do Przemyśla.